# Melanie South
Melanie Jayne South (ur. 3 maja 1986 w Kingston upon Thames) – brytyjska tenisistka o statusie profesjonalnym.

## Przebieg kariery
W 2004 roku wygrała turniej z cyklu ITF w Bombaju. W Tipton zwyciężyła w turnieju gry podwójnej (w parze z Rebbecą Llewellyn pokonała w finale Klaudię Jans i Alicję Rosolską).
W 2005 roku zwyciężyła w Bath, zarówno w singlu, jak i w deblu (w parze z Suriną de Beer). W tym roku zdobyła jeszcze dwa tytuły deblowe: w Edynburgu (w parze z Rebeccą Llewellyn i w Bournemouth, partnerując Claire Peterzan).
W 2006 roku zdobyła dwa tytuły singlowe ITF: w Hull i Chengdu. W deblu wygrywała w Nantes (z Rebeccą Llewellyn) i w Nottingham (z Karen Paterson). Ten rok przyniósł jej także występ w turnieju głównym Wimbledonu, gdzie zagrała dzięki dzikiej karcie. W pierwszej rundzie pokonała rozstawioną z numerem 11 Francescę Schiavone, lecz w drugiej uległa Shenay Perry.
W 2007 roku nie zdobyła żadnego tytułu w singlu, natomiast w deblu wygrywała trzykrotnie: w Surbiton, w Felixstowe (w obu przypadkach z Karen Paterson) i w La Coruña (z Mariną Erakovic). W tym roku także otrzymała dziką kartę od organizatorów Wimbledonu, lecz tym razem odpadła w pierwszej rundzie, przegrywając z Ai Sugiyamą. Lepszy rezultat osiągnęła w grze mieszanej – w parze z Aleksem Bogdanovicem osiągnęła ćwierćfinał.
W 2008 roku wygrała turnieje w Sorrento (w singlu i w deblu – w parze z Monique Adamczak) oraz Fukouka (w deblu, z Nicole Thyssen). Udział w Wimbledonie zakończyła na pierwszej rundzie, w której uległa w trzech setach Alonie Bondarenko.

## Wygrane turnieje ITF

### Gra pojedyncza
|    | Data       | Turniej    | Kat. | ($)    | Naw.   | Finalistka        | Wynik            |
| 1. | 03/04/2004 | Bombaj     | ITF  | 10 000 | twarda | Chen Yanchong     | 6:4, 6:4         |
| 2. | 10/04/2005 | Bath       | ITF  | 10 000 | twarda | Anne Keothavong   | 6:4, 4:6, 6:4    |
| 3. | 29/01/2006 | Hull       | ITF  | 10 000 | twarda | Irena Pavlovic    | 6:4, 6:1         |
| 4. | 30/07/2006 | Chengdu    | ITF  | 25 000 | twarda | Lu Jingjing       | 7:5, 7:6(5)      |
| 5. | 23/03/2008 | Sorrento   | ITF  | 25 000 | twarda | Christina Wheeler | 7:5, 6:7(6), 6:4 |
| 6. | 26/10/2008 | Port Pirie | ITF  | 25 000 | twarda | Yurika Sema       | 6:3, 6:4         |